# Bubanje
Bubanje este un sat din comuna Berane, Muntenegru. Conform datelor de la recensământul din 2003, localitatea are 213 locuitori (la recensământul din 1991 erau 290 de locuitori).

## Demografie
În satul Bubanje locuiesc 174 de persoane adulte, iar vârsta medie a populației este de 41,3 de ani (38,2 la bărbați și 45,9 la femei). În localitate sunt 68 de gospodării, iar numărul mediu de membri în gospodărie este de 3,12.
Populația localității este foarte eterogenă.
|  |

| Demografie | Demografie | Demografie |
| An         | Locuitori  | Locuitori  |
| ---------- | ---------- | ---------- |
|            |            |            |
|            |            |            |
|            |            |            |
|            |            |            |
| 1948       | 379        |            |
| 1953       | 443        |            |
| 1961       | 470        |            |
| 1971       | 433        |            |
| 1981       | 336        |            |
| 1991       | 290        | 290        |
| 2003       | 212        | 213        |

| \| Componența etnică conform recensământului din 2003[2] \| Componența etnică conform recensământului din 2003[2] \| Componența etnică conform recensământului din 2003[2] \| Componența etnică conform recensământului din 2003[2] \| Componența etnică conform recensământului din 2003[2] \| \| ----------------------------------------------------- \| ----------------------------------------------------- \| ----------------------------------------------------- \| ----------------------------------------------------- \| ----------------------------------------------------- \| \| \| \| \| \| \| \| Sârbi \| Sârbi \| \| 119 \| 55,86% \| \| Muntenegreni \| Muntenegreni \| \| 88 \| 41,31% \| \| Iugoslavi \| Iugoslavi \| \| 2 \| 0,93% \| \| necunoscută \| necunoscută \| \| 2 \| 0,93% \| |              |  |     |        |
| Componența etnică conform recensământului din 2003 |              |  |     |        |
| |              |  |     |        |
| Sârbi | Sârbi        |  | 119 | 55,86% |
| Muntenegreni | Muntenegreni |  | 88  | 41,31% |
| Iugoslavi | Iugoslavi    |  | 2   | 0,93%  |
| necunoscută | necunoscută  |  | 2   | 0,93%  |